# شهرستان کنگان
شهرستان کَنگان یکی از شهرستان‌های استان بوشهر در جنوب ایران است. مرکز این شهرستان، شهر بندر کنگان است.
سایت ۲ منطقه ویژه اقتصادی پارس در این شهرستان واقع است.

## تقسیمات کشوری
شهرستان کنگان شامل ۲ بخش،۴ دهستان و ۴ شهر به شرح زیر است:

### شهرستان کنگان
| بخش   | مرکز بخش   | جمعیت بخش ۱۳۹۵ | نام دهستان | مرکز دهستان | جمعیت دهستان ۱۳۹۵ | شهر                    | جمعیت شهر ۱۳۹۵        |
| ----- | ---------- | -------------- | ---------- | ----------- | ----------------- | ---------------------- | --------------------- |
| مرکزی | بندر کنگان | ۸۶٬۱۵۴ نفر     | تمبک       | قلعه‌میان    | ۱۰٬۲۳۵ نفر        | بندر کنگان بنک         | ۶۰٬۱۸۷ نفر ۱۴٬۱۲۶ نفر |
| مرکزی | بندر کنگان | ۸۶٬۱۵۴ نفر     | حومه       | تمبک        | ۱٬۶۰۶ نفر         | بندر کنگان بنک         | ۶۰٬۱۸۷ نفر ۱۴٬۱۲۶ نفر |
| سیراف | بندر سیراف | ۲۱٬۲۸۸ نفر     | طاهری      | پرک         | ۳٬۸۵۳ نفر         | بندر شیرینو بندر سیراف | ۹٬۹۷۶ نفر ۶٬۹۹۲ نفر   |
| سیراف | بندر سیراف | ۲۱٬۲۸۸ نفر     | شیرینو     | لاورده      | ۴۶۷ نفر           | بندر شیرینو بندر سیراف | ۹٬۹۷۶ نفر ۶٬۹۹۲ نفر   |

## محدوده جغرافیایی و تاریخ کَنگان
از شرق و شمال شرق به شهرستان جم، شمال غرب به شهرستان دیر، جنوب به شهرستان عسلویه در استان بوشهر و از غرب به خلیج فارس منتهی می‌گردد.
بندر کنگان در ۲۵ کیلومتری بندر سیراف (شهر باستانی ایرانی) قرار دارد و در نوشته‌های تاریخی از زمان صفویان به این نام خوانده می‌شود. از محققان تاریخ - جغرافیای خلیج فارس در کتاب از مروارید تا نفت به بررسی بندر کنگان و بندر سیراف در خلیج فارس می‌پردازد؛ و وجه تسمیه بندر کنگان را مرتبط با نام کهن کنگ و کنگ دز می‌داند و بندر کنگان را بندری ایرانی و قدیمی از توابع بندر باستانی سیراف قدیم می‌شمارد که از دوره صفویان در تاریخ ایران و خلیج فارس حیات سیاسی خویش را آغاز کرده است.

## تاریخچه کنگان
شهرستان کنگان یکی از مناطق به دلیل وجود بنادر کهن تاریخی چون بندر باستانی سیراف از تاریخی کهن برخوردار می‌باشد. حوزه ساحلی خلیج فارس و دریای عمان از دیرباز محل آمد و شد اقوام، قبایل مختلف بوده است که از اطراف و اکناف دنیای قدیم –آسیا و آفریقا به قصد تجارت و سیاحت و سیاست به این خطه سفر می‌نموده‌اند، منطقه کنگان نیز از این ویژگی برخوردار بوده است و مردان این سامان به لحاظ موقعیت جغرافیایی صیاد و دریانورد بوده‌اند.
میرزا حسن فسایی در کتاب فارسنامه ناصری چنین می‌نویسد: «بلوک کنگان از گرمسیر است فارس از جنوب شیراز است. در ازای آن از نخل تقی تا قریه بنک سیزده فرسخ و پهنای آن از نیم فرسخ نگذرد. این بندر رشد خود را پس از ویرانی سیراف از اوایل قرن بیستم شروع نمود. سرکنسول فرانسه در بندر بوشهر که از کنگان دیدن نموده است می‌نویسد: «در بندر کنگان به سال ۱۹۱۱،(۲۵۰) خانوار زندگی می‌کردند که حدود ۲۰۰ نفر از این جمعیت یهودی و تعبیر عرب و عجم (غیر عرب) بوده‌اند و عمده تجار و بازرگانان شهر در این دوره یهودی بوده‌اند. میرزا حسن فسایی در کتاب پیش گفته موقعیت بلوک کنگان و آب و هوای آن را چنین توصیف می‌کند: کنگان محدود از جهات شرق، شمال به بلوک گله دار و از طرف مغرب و جنوب به دریای فارس، هوای این بلوک از ماه ثور تا میزان (اردیبهشت تا مهرماه) گرم و بسیار مرطوب و شکار آن کبک و تیهو و مرغ کبک انجیر است.
بعد از جنگ جهانی دوم و مهاجرت یهودیان به فلسطین، لطمه اقتصادی جدیدی نیز به منطقه وارد گردید و گذشته از کاهش جمعیت و سرمایه هنگفنی نیز خارج گردید. با پیشبرد سیاست‌های جدید رژیم پهلوی در دهه ۴۰ و جایگزینی آرام سرمایه‌داری وابسته به جای اقتصاد کشاورزی شهر کنگان نیز به دوره جدیدی از شهرنشینی و مناسبات اجتماعی-اقتصادی همراه می‌گردد. رشد فیزیکی شهر در این مرحله به صورت خطی و به موازات ساحل انجام می‌پذیرد که خود نشانگر اهمیت صیادی و تجارت خارجی است.
رضا طاهری در کتاب از مروارید تا نفت کنگان را جایگزن خورشیف دوان مغولی می‌داند و می‌نویسد: «ابن بلخی می‌گوید: نجیرم و حورشی (خورشی)، نجیرم شهرکی است و حورشی دهی و جمله از اعمال سیراف است و گرمسیر عظیم است. احتمالاً با توجه به این‌که نجیرم در خورسیف مفظر واقع بوده است و خورسیف یا خورشیف یا حورشی، دهی بوده است در مسیر سیراف به نجیرم (دیر و بردستان) و در نزدیکی خور بردستان و بین خور شمال بندر کنگان و بَنَک، به این منطقه خورِ سیف مظفر گفته می‌شده است. پاول شواتس در بررسی خورشیف می‌نویسد: این سوی سیراف، خورسیف قرار داشت که احتمالاً همان خورشید است. نجیرم در زمان افول سیراف رونق بیش‌تری یافت اما این رونق تا سالیان دراز پایدار نبود و نجیرم که بارانداز و بندر کمکی در کنار سیراف بود و بازارچه و کاروان‌سرا داشت، با تغییر بندر اول ایران از سیراف به کیش و سپس هرمز به بوتهٔ فراموشی سپرده شد. به نظر می‌رسد جایگزین نجیرم در قرن‌های ششم و هفتم هجری، خورسیف یا خورشیف شده است. رونق نجیرم در زمان سیراف و آداب فرهنگی و وضعیت اجتماعی آن را می‌توان به عنوان گوشه‌ای از تمدن سیراف بررسی کرد و رونق خورشیف را در بازهٔ تاریخی عصر مغول و ایلخانانان؛ و در دورهٔ صفوی کنگان جایگزین خورشیف شد.»
در دی ماه ۱۳۹۱ عسلویه با عنوان شهرستانی جدید از شهرستان کنگان جدا گردید.

## وجه تسمیه
رضا طاهری در کتاب از مروارید تا نفت، کنگان را از دو واژه کنگ به اضافه آن پسوند مکانی می‌داند و معتقد است کنگ مقدس‌ترین شهر اسطوره‌ای زرتشتیان و آریایی‌ها می‌باشد که سیاوش درخشان آن را در کناره کوه و دریا ایجاد کرد. کلمه کنگ وشهر کنگ بارها وبارها در اوستا و دینکرد و مورد استفاده قرار گرفته است ویکی از آشناترین کلمات ایرانی -آریایی می‌باشد. فردوسی می‌گوید: هر آن کو ندیدست کنگ / نخواهد که آید به گیتی درنگ. بر این اساس نام کنگان برگرفته از شهر اسطوره‌ای کنگ است که این کلمه نیز در ادبیات کهن به معنای فرو رفتگی خشکی در آب می‌باشد. گفته می‌شود کنگان در بین چندین خور (باریکه‌های آب دریا) محصور بوده است.
یا بنا به گفته محمدعلی سدیدالسلطنه وگنگ رودخانه مقدس در هندوستان است- «کنگاو» از لغات با ریشه سانسکریت است که در پی مهاجرت اولین شعبه آریائی‌ها که در هزاره‌های قبل از میلاد از شمال دریای خزر به سمت جنوب سرازیر شدند، در منطقه رایج شده و در آثار ایلامی‌ها که حکومتی مقتدر در جلگه خوزستان تشکیل داده بودند نیز دیده شده است.

## بناهای تاریخی شهرستان کنگان
چشمهٔ بی‌بی حبش :چشمهٔ بی‌بی حبش سال‌ها پیش به وجود آمده است
قدیمیان این شهر یعنی کنگان می‌گویند که مردم در آن زمان (تخم مرغ) را به داخل آن چاله پرتاب می‌کردند و بعد از سال‌ها از آنجا آب فوران کرد و آن چشمه به وجود آمد و درسال ۹۹ کار بازسازی آن تمام شد و مردم از آن پس می‌توانند برای تفریح به آن مکان بروند.
کوه‌ها:کنگان کوه‌های نسبتاً مرتفعی را داراست، که گروه‌های کوه‌نوردی استفادهٔ خوبی از آن‌ها دارند و همچنین دره‌ای به نام (تنگ سیله‌ی) دارد که دامپروران آنجا ساکن و دام‌های خود را به چرا می‌برند، از جمله حسن پورها و ملکی‌ها آنجا اقامت دارند.
اسکله یا ساحل:کنگان ساحل بسیار زیبایی دارد که مسافران از آن ساحل دیدن می‌کنند و همچنین گردشگران زیادی را جذب خود کرده است همین‌طور مردم بومی (ساکن شهر) هم به دیدن و گاهی در فصل تابستان به شنا می‌روند.

## قابلیت‌های اقتصادی
بزرگ‌ترین کارخانه سیمان کشور با نام ساروج کنگان با ظرفیت روزانه ۶۰۰۰ تن در کنگان و در حدود ۱۲ کیلومتری شهر کنگان قرار دارد.
پیشینه اقتصادی مردم کنگان کشاورزی و ماهیگری و بازرگانی دریایی بوده است. رضا طاهری دربحث لنج (که در صفحه لنج‌ها ویکی‌پدیا نیز آمده است) به گونه لنج‌ها و کارایی آن‌ها ضمن برشمردن لنج‌ها و شناورهای دریایی در بندر کنگان و بنادر جنوب استان بوشهر به شیوه‌های دریانوردی و ماهی‌گیری اشاره می‌کند.
امروزه شهرستان کنگان محل اجرای بخش عظیمی ازپارس جنوبی است. سایت کنگان که بزرگی آن ۲ برابر سایت عسلویه (پارس جنوبی) است در شهرستان کنگان قرار دارد.

## شفافیت محدوده شیرینو
حدود جغرافیایی شهرستان کنگان در ضلع جنوبی توسط زهرا احمدی، مدیرکل تقسیمات کشوری به استانداری بوشهر و دستگاه‌های مرتبط ابلاغ شد. بر این اساس، حوزه شهرستان کنگان بیش از ۶ کیلومترِ طول [از سمت حوزه صنایع مستقر در این منطقه] تثبیت یافت.
حدود جغرافیایی شهرستان کنگان پس از ۱۳ سال مسکوت بودن مشخص و واحدهای پتروشیمی و صنعتی زیر در محدوده جغرافیایی شهرستان کنگان و شهر شیرینو قرار گرفتند.
| شرکت‌ها                          |                           |                                            |                                               |                     |                            |
| ------------------------------- | ------------------------- | ------------------------------------------ | --------------------------------------------- | ------------------- | -------------------------- |
| شرکت پتروشیمی بوشهر [فاز ۱ و ۲] | شرکت پتروشیمی کاویان      | شرکت پتروشیمی سبلان                        | شرکت پتروشیمی آپادانا                         | شرکت پتروشیمی هنگام | شرکت پتروشیمی دماوند انرژی |
| شرکت پتروشیمی مرجان             | شرکت پتروشیمی لاوان       | شرکت پتروشیمی پارس گلایکول (پارس فنل سابق) | شرکت سپهر مکران                               | شرکت مهر پترو کیمیا | شرکت پتروشیمی هرمز         |
| شرکت پتروشیمی کیان              | شرکت پتروشیمی آرین متانول | شرکت پتروشیمی رایان پلیمر پویا             | شرکت تقویت فشار خط اتیلن غرب                  | شرکت فراسکو         | فاز ۲ بندر پتروشیمی پارس   |
| آب شیرین‌کن نور ویژه             | شرکت پتروشیمی مهر         | [بخشی از] شرکت پتروشیمی دنا                | [بخشی از] شرکت پتروشیمی کیمیای پارس خاورمیانه |                     |                            |

## جمعیت
طبق آمار سال ۱۳۸۵ جمعیت شهرستان کنگان ۹۵٬۱۱۳ نفر بوده که ۴۰٬۷۹۳ نفر در بخش مرکزی شهرستان کنگان و ۵۴٬۳۲۰ نفر در بخش عسلویه ساکن بوده‌اند.

طبق آخرین سرشماری عمومی نفوس و مسکن در سال ۱۳۹۰ شهرستان کنگان ۱۷۰٬۷۷۴نفر بوده که ۱۰۵٬۱۹۰نفر در بخش مرکزی و ۶۵٬۵۸۴نفر در بخش عسلویه ساکن بودند. در دیماه ۱۳۹۱ با انتزاع بخش عسلویه از شهرستان کنگان و استقلالش در قالب شهرستان عسلویه، طبق برآورد جمعیت بخش مرکزی سابق در سال ۹۰ جمعیت شهرستان کنگان ۱۰۵٬۱۹۰نفر احتساب می‌شود.

در سال ۹۰ این شهرستان از کمترین نرخ بیکاری در استان بوشهر برخوردار بوده و جمعیتش با ۸۵ درصد افزایش نسبت به سال ۸۵ بیشترین افزایش جمعیت در سطح استان بوشهر را داشته است. همچنین طبق سرشماری اخیر در سال ۱۳۹۵ جمعیت این شهرستان به ۱۰۷۸۰۱ نفر رسیده است که طبق این آمار ۸۰۵۵۶ خانوار در این شهرستان ساکن می‌باشند و سومین شهرستان پرجمعیت استان بوشهر می‌باشد.